# Rothbroicher Bach
Der Rothbroicher Bach ist ein knapp eineinhalb Kilometer langer linker und südlicher  Zufluss der Dhünn. Bei Trockenheit führt der Rothbroicher Bach kein Wasser und ist oberirdisch nur als Graben erkennbar.

## Geographie

### Verlauf
Der Rothbroicher Bach entspringt auf einer Höhe von etwa 91 m ü. NHN bei dem Ortsteil Rothbroich des Bergisch Gladbacher Stadtteils Schildgen. 
Er fließt zunächst in nördlicher Richtung durch eine Grünanlage. Bei Erreichen des Ortsrandes von Rothbroich  verschwindet er in den Untergrund. Er unterquert verrohrt  die L 101 (Altenberger-Dom-Straße). Dort fließt ihm der Mühlgraben Hoverhof zu. Am Nordrand von Rothbroich tritt der Bach wieder an die Oberfläche. Er fließt nun etwa 300 Meter in Richtung Westen am nördlichen Ortrand von Rothbroich entlang. 
Dann wendet er seinen Lauf in Richtung Norden und mündet schließlich auf einer Höhe von etwa 66 m ü. NHN bei Hummelsheim in die Dhünn.
Der etwa 1,4 km lange Lauf des Rothbroicher Bachs endet ungefähr 25 Höhenmeter unterhalb seiner Quelle, er hat somit ein mittleres Sohlgefälle von circa 18 ‰.

### Einzugsgebiet
Das 81,1 ha große Einzugsgebiet des Rothbroicher Bachs liegt in der Paffrath-Altenrather Heideterrasse und im unteren Dhünntal und wird durch ihn über die Dhünn, die Wupper und den Rhein zur Nordsee entwässert.
Es grenzt
- im Osten an das Einzugsgebiet des Scharrenberger Bachs, der in die Dhünn mündet
- im Süden an das des Katterbachs, der über den Mutzbach in die Dhünn entwässert
- im Südwesten an das des Nittumer Bachs, der über den Hoppersheider Bach in den Mutzbach entwässert
- und im Nordwesten an das der Dhünn direkt.

### Zuflüsse
- Mühlgraben Hoverhof (Unterer Graben) (rechts), 0,7 km

### Flusssystem Dhünn
- Liste der Fließgewässer im Flusssystem Dhünn